# Battaglia di Wimpfen
La battaglia di Wimpfen fu combattuta il 6 maggio 1622 presso Heidelberg, durante la fase boema della Guerra dei trent'anni. Vide coinvolti l'esercito cattolico comandato dal conte di Tilly e da Gonzalo Fernández de Córdoba e le forze protestanti del conte Ernst von Mansfeld e del margravio Giorgio Federico di Baden Durlach; le forze cattoliche riportarono una vittoria pressoché completa.
Dopo la vittoria tattica riportata nella battaglia di Wiesloch, le forze protestanti di Mansfeld e del margravio di Baden si trovavano in una difficile situazione strategica, isolate e minacciate dalle forze cattoliche operanti nel Palatinato; all'inizio del mese di maggio del 1622 l'esercito di Cristiano di Brunswick si portò presso il fiume Neckar, per soccorrerle. Il piano protestante a questo punto prevedeva di congiungere i due eserciti, prima di impegnarsi in un grande scontro.
Per attraversare il fiume, Mansfeld e Giorgio Federico decisero di dividere le proprie forze ed attraversare in punti separati, sperando così di ingannare e separare le forze cattoliche: Mansfeld avrebbe attraversato presso Heidelberg, mentre il margravio si sarebbe portato ad est, per attraversare il fiume presso Wimpfen. Il piano tuttavia non funzionò, in quanto l'esercito avversario di circa 25 000 uomini si lanciò unito all'inseguimento delle forze di Giorgio Federico che contavano solo 14 000 unità.
In inferiorità numerica, il margravio decise di schierare le proprie truppe in posizione difensiva su una bassa collina fuori dal villaggio di Wimpfen; supportate efficacemente dal fuoco dell'artiglieria, le forze protestanti sembrarono poter resistere efficacemente agli assalti cattolici, fino a quando un fortunato colpo di artiglieria colpì le munizioni protestanti, che esplosero costringendo le truppe del Baden ad abbandonare la posizione. I cattolici a questo punto assaltarono la collina e dispersero le forze avversarie; Giorgio Federico fuggì a Stoccarda con pochissimi uomini del suo esercito.
Mansfeld, nel frattempo, era in marcia per riunirsi a Cristiano di Brunswick, presso il fiume Meno, mentre le forze cattoliche tentavano di impedire il congiungimento; questi movimenti sfociarono nella battaglia di Höchst del 22 giugno dello stesso anno.